# Баумгартнер, Андреас
Андреас фон Баумгартнер (Andreas Freiherr von Baumgartner; 23 ноября 1793 — 30 июля 1865) — барон, австрийский государственный деятель и учёный.

## Биография
Баумгартнер родился 1793 года во Фридберге, в Богемии, изучал математические науки в Венском университете, где в 1823 году получил кафедру физики. Он занимал её более десяти лет. За этот период своей учебной деятельности Баумгартнер напечатал ряд ценных работ по физике и другим отраслям естествознания:
- «Die Aräometrie» (Вена, 1820);
- «Die Mechanik in ihrer Anwendung auf Künste und Gewerbe» (2 изд., Вена, 1820);
- «Naturlehre» (Вена, 1823; 8-е изд., 1844—45);
- «Anfangsgründe der Naturlehre» (Вена, 1837; 2-е изд., 1850);
- «Anleitung zur Heitzung der Dampfkessel» (Вена, 1841);
- «Unterricht in Tabakbau» (Вена, 1845).

Кроме того, он редактировал вместе с Эттингаузеном журнал «Zeitschrift für Physik und Mathematik» (10 т., Вена, 1826—31), который издавал потом один под заглавием «Zeitschrift für Physik und verwandte Wissenschaften» (4 т., Вена, 1832—37), а впоследствии — вместе с Гольгером.
С 1833 года, когда болезнь горла заставила его отказаться от академической деятельности, Баумгартнер занимал важные посты на государственной службе, а в 1848 году взял в кабинете Пиллерсдорфа портфель министра горного дела и общественных работ, но вышел в отставку, когда у кормила правления стал Добльгоф. В 1851 году он снова занял пост министра торговли, промышленности и общественных работ и в том же году стал министром финансов. В 1855 году он подал в отставку, сохранив лишь звание президента академии наук. Пожалованный ещё в 1854 году в бароны, он в 1861 занял место в палате господ, председателем финансовой комиссии которой оставался до самой смерти, последовавшей в 1865 году в Пенцинге, близ Вены. В своем завещании Баумгартнер оставил академии наук капитал в 10 т. гульденов на учреждение премии его имени (Baumgartner-Preisstiftung) за лучшие сочинения по математике и естественным наукам.